# دارگل خیرعلی
دارگل خیرعلی، روستایی از توابع بخش معمولان شهرستان پل‌دختر در استان لرستان ایران است.

## جمعیت
این روستا در دهستان افرینه قرار دارد و براساس سرشماری مرکز آمار ایران در سال ۱۳۸۵، جمعیت آن ۲۱ نفر (۴خانوار) بوده‌است.